# Nymphaea subg. Lotos
Nymphaea subg. Lotos ist eine Untergattung der Gattung Nymphaea.

## Beschreibung

### Vegetative Merkmale
Die Rhizome sind kurz, aufrecht und knollenförmig. Die Blätter haben einen gezähnten Rand.

### Generative Merkmale
Die tag- oder nachtblühenden Blüten erheben sich über die Wasseroberfläche hinaus. Die Staubblätter haben keine sterilen Anhängsel an der Spitze.

## Taxonomie

### Veröffentlichung
Zunächst wurde die Untergattung als die Seaktion Nymphaea sect. Lotos DC. von Augustin Pyramus de Candolle im Jahre 1821 publiziert. Im Jahre 1905 erhob Henry Shoemaker Conard die Sektion zu der Untergattung Nymphaea subgen. Lotos (DC.) Conard.

### Typusart
Die Typusart ist Nymphaea lotus L.

### Arten
- †Nymphaea brongniartii (Caspary) Saporta[4]
- Nymphaea lotus L.
- Nymphaea pubescens Willd.
- Nymphaea rubra Roxb. ex Andrews

## Fossilien
Fossilien aus dem oberen Oligozän (vor 28,4-23,0 Millionen Jahren) in Frankreich wurden der Nymphaea subg. Lotos zugeordnet.

## Verbreitung
Die Untergattung ist in der Paläotropis heimisch.